# The Amazing World of Gumball
The Amazing World of Gumball (El increíble mundo de Gumball en Hispanoamérica y El asombroso mundo de Gumball en España), es una serie de animación británico-estadounidense de comedia familiar, caracterizada por su original mezcla de distintos elementos de animación y elementos reales, que fue creada por el francés Ben Bocquelet.
La serie fue emitida por Cartoon Network, siendo estrenada el 3 de mayo de 2011 en el Reino Unido, y una semana más tarde en Estados Unidos, aunque anteriormente se había emitido un anticipo el 3 de mayo.
The Amazing World of Gumball destaca por su desunión estilística intencional, con personajes diseñados, filmados y animados utilizando diversos estilos y técnicas, a menudo dentro de la misma escena (animación tradicional, títeres, CGI, stop motion, animación flash, acción en vivo, etc).  Aunque es una serie infantil, la serie comenta temas que a menudo se consideran serios o maduros, incluida la filosofía, el matrimonio, el ciberacoso, la intolerancia política, las enfermedades mentales y la condición humana. La serie ha recibido elogios de la crítica y ha desarrollado un culto de seguidores, con elogios particulares por sus extensas referencias a la cultura popular y la cibercultura, el sarcasmo, las insinuaciones sutiles, el humor negro y el metahumor. 
El 6 de septiembre de 2016, Bocquelet anunció que la serie terminaría después de la temporada 6; reafirmó su posición en Twitter en octubre de 2018.  Sin embargo, Turner Northern Europe, no pudo confirmar en ese momento si la sexta temporada sería la última del show.  Tras el final de la temporada 6, se lanzaron dos miniseries: el Anuario de Darwin de seis episodios en noviembre de 2019 y The Gumball Chronicles en octubre de 2020. 
Tras años de ausencia, se confirmaría el regreso del programa mediante una nueva serie titulada El maravillosamente extraño mundo de Gumball, la cual se estrenaría el 28 de julio de 2025 en los Estados Unidos y el 6 de octubre del mismo año a nivel internacional.

## Sinopsis
La serie gira en torno a la vida de un gato azul antropomórfico llamado Gumball Watterson y sus frecuentes travesuras en la ficticia ciudad estadounidense de Elmore, acompañado por su hermano adoptivo y su mejor amigo, Darwin. Otros miembros de la familia Watterson son: una conejita rosada e intelectual hermana menor, Anaís; un conejo holgazán, como su padre, Richard; y su madre Nicole, una gata, quienes a menudo se ven involucrados en las aventuras de Gumball.
Gumball y sus hermanos asisten a la escuela «Elmore Junior High School» (Escuela Media o Secundaria de Elmore), donde, a lo largo de la serie, interactúan con sus varios compañeros, siendo la Maestra Simian su principal antagonista en la escuela y quien quiere que Gumball y sus hermanos sean expulsados de la escuela.

## Repartos
| Nombre original                                                           | Actor de voz original | Actor de doblaje Hispanoamérica                                                                                                   |
| Personajes principales                                                    | | |
| Gumball Tristopher Watterson Senicourt                                    | Logan Grove (Ep. 1 - 77) Jacob Hopkins (77 - 167) Nicolas Cantu (167 - 206) Duke Culter (206 - 240)                        | Paolo Filio (Ep. 2 - 4, 6, 9 - 10, 13) Isabel Martiñón                                                                            |
| Darwin Raglan Caspian Ahab Poseidon Nicodemius Watterson Senicourt 3.°    | Kwesi Boakye (Ep. 1 - 77) Terrell Ransom Jr. (77 - 167) Donielle T. Hansley Jr. (167 - 205) Christian J. Simon (206 - 240) | Gerardo Mendoza |
| Anais Errrrrr Watterson                                                   | Kyla Rae Kowalewski (Ep. 1 - 240)                                                                                          | Mariana Toledo |
| Doctora Nicole Jennifer Senicourt Ross de Watterson                       | Teresa Gallagher | Rossy Aguirre |
| Richard Enrique Watterson Beresford / Richard Buckley Watterson Beresford | Dan Russel | Benjamin Rivera (T1 - T6) Arturo Castañeda (Ep. 112) Miguel Ángel Ruiz (Ep. 159)                                                  |
| Personajes secundarios                                                    | | |
| Penny Fitzgerald                                                          | Teresa Gallagher | Alina Galindo |
| Tobías Wilson                                                             | Rupert Degas (T1) Hugo Harold Harrison (T2 - T6)                                                                           | Carlos Hernández |
| Joseph «Banana Joe» A. Banana                                             | Mic Graves | Gerardo Alonso (T1 - T6) José Antonio Macías (Ep. 158) Irwin Dayán (Ep. 159 y 160)                                                |
| Carrie Krueger                                                            | Jessica McDonald | Claudia Urbán (T1 -T2) Xóchitl Ugarte (T3 - T6)                                                                                   |
| Masami Yoshida                                                            | Jessica McDonald | Pamela Cruz |
| Profra. Lucy Simian                                                       | Lewis MacLeod (1 - 36) Hugo Harold Harrison (37 - 240)                                                                     | Magda Giner |
| Joanna «Abuela Jojo» Beresford de Watterson                               | Sandra Searles Dickinson                                                                                                   | Ángeles Bravo (T1 - T4) Erika Mireles (Ep. 171) Anabel Méndez (T5 - T6)                                                           |
| Director Nigel Brown                                                      | Lewis MacLeod (1 - 36) Steve Furst (37 - 240)                                                                              | Rafael Pacheco |
| Sr. Steve Pequeño / Sr. Steve Small                                       | Lewis MacLeod (1 - 36) Adam Long (37 -)                                                                                    | Alejandro Urbán (T1 - T2) Herman López (T3 - T6)                                                                                  |
| Rockwell «Rocky» Robinson                                                 | Lewis MacLeod (T1) Hugo Harold-Harrison (T2) Simon Lipkin (T3 - T6)                                                        | Daniel Lacy (T1 -T2) César Garduza (T3 - T6) Roberto Gutiérrez (Ep. 223)                                                          |
| Sr. Gaylord Robinson                                                      | Rupert Degas (T1) Stefan Ashton Frank (T2 - T6)                                                                            | Guillermo Coria (T1 - T2) Humberto Vélez (T3 - T6)                                                                                |
| Sra. Margaret de Robinson                                                 | Teresa Gallagher | Ángela Villanueva (T1) |
| Teri                                                                      | Teresa Gallagher | Mayra Arellano |
| Larry Needlemeyer                                                         | Kerry Shale | Victor Covarrubias (T1 - T6) Gerardo Suárez (Ep. 65) Carlo Vázquez (Ep. 83) José Gilberto Vichis (Ep. 117) Javier Olguin (Ep.159) |
| Tina Rex                                                                  | Dan Russel | Erick Salinas Emmanuel Bernal |
| Boberto / Bobert                                                          | Kerry Shale | Gerardo Alonso (T1) Bruno Coronel (Ep. 24 y T2) Alejandro Urbán (Ep. 43) Carlo Vázquez (T3 - T6)                                  |
| Leslie                                                                    | Kerry Shale | Nallely Solis (T1) Circe Luna (T2 - T6)                                                                                           |
| Abuelo Louie Watterson                                                    | Shane Rimmer | Abel Rocha (T2) José Luis Miranda (Ep. 71) Armanda Rendiz (T3 - T6)                                                               |
| Sarah G. Lato                                                             | Jessica McDonald | Gioconda Garrido |
| Mononise                                                                  | Jessica McDonald (T1 - T2) María Teresa Creasey (T3 - T6)                                                                  | |
| Rob                                                                       | Hugo Harold-Harrison Charles Philipp David Warner                                                                          | Luis Fernando Orozco (T2) Javier Olguin (T3 - T6) Raúl Anaya (T4)                                                                 |
| Alan Keane                                                                | Kerry Shale (T1) Hugo Harold-Harrison (T2 - )                                                                              | Rodrigo Carralero (T1 - T3) Lalo Garza (T4 - T5) Alan Fernando Vásquez (T6)                                                       |
| Frankie Watterson                                                         | Rich Fulcher | Leonardo García |
| Sussie                                                                    | Aurelie Charbonnier (T1 - T2, T5 - T6) Fergus Craig (T2 - T4)                                                              | Marina Urbán (T2) Diana Alonso (T3 - T6)                                                                                          |

## Producción
Cuando Cartoon Network Development Studio Europe se creó en 2007, Ben Bocquelet fue contratado con el fin de ayudar a las personas a presentar sus proyectos a la red. Sin embargo, cuando el estudio decidió que sus empleados lanzaran sus propias ideas, decidió tomar algunos de los personajes creados por él mismo que habían sido rechazados y ponerlos a todos en una serie con un ambiente escolar.A Daniel Lennard, vicepresidente de la división de series originales y desarrollo de Turner Broadcasting UK le gustó la idea y aprobó la producción de la serie en 2009.Gumball fue el primero show producido por Cartoon Network Studios Europe, lo cual convierte al programa en una producción británica;  treinta y seis episodios fueron producidos para su primera temporada en colaboración con Studio Soi, Boulder Media Limited —con sede en Dublín— y Dandelion Studios. La segunda temporada se anunció el 17 de marzo de 2011 y consistió en cuarenta episodios. Esta segunda temporada se comenzó a producir el 2 de octubre del 2011.
El 5 de octubre de 2012 se confirmó que la serie había sido renovada para una tercera temporada que fue retransmitida en 2013; al igual que la segunda temporada también contó con 40 episodios sumando un total de 116 episodios en total de la serie.
El 2 de junio de 2014, Cartoon Network anuncia una renovación para dos temporadas más. En su quinta temporada la serie contó con su primer crossover lo cual fue confirmado inicialmente por Ben Bocquelet en su Twitter. En una entrevista a la revista The Times Magazine en octubre de 2015, Ben Bocquelet mostró su intención de producir una película basada en la serie y un «buen final para la serie de televisión».
El 3 de septiembre de 2015, Bocquelet dio a conocer que se realizaría una nueva temporada del show. El 22 de junio de 2016, Cartoon Network anunció que la serie fue renovada para una sexta temporada.El 24 de junio de 2019, la temporada seis tuvo su final, con su último episodio llamado «La Inquisición».
El 17 de febrero de 2021, Cartoon Network reveló que se estaba desarrollando una película de televisión basada en la serie.  El 21 de septiembre de 2021, se anunció que una nueva serie derivada que sería una continuación tanto de la serie original como de la película, se le había dado luz verde por parte de Cartoon Network y HBO Max, junto con el filme.  El 22 de agosto de 2022, se informó que la película ya no se lanzaría a través de HBO Max, sino que sería comprada en otros puntos de venta. 
El 15 de junio de 2023, se confirmó en el Festival Internacional de Cine de Animación Annecy que la séptima temporada del show estaba en proceso  y posteriormente que estaba previsto su estreno para 2025. 
En el Festival Internacional de Cine de Animación Annecy 2024, se anunció que aún se estaba trabajando en la película, y que la historia y el guion se estaban revisando en ese momento. 
El 19 de mayo de 2025, se reveló a través de un teaser que, a partir de la séptima temporada, la serie cambiaría su nombre a El Maravillosamente Extraño Mundo de Gumball.  Unas semanas más tarde, se dio a conocer que el regreso de la serie se estrenaría en los Estados Unidos el 28 de julio mediante Hulu y Disney+.
El 14 de julio de 2025, un tráiler oficial que anunciaría el lanzamiento de la séptima temporada en Estados Unidos sería publicado. Asimismo, se revelaría que un adelanto de la temporada sería mostrado en la Comic-Con de San Diego el 26 de julio, donde se presentarían los miembros del equipo creativo y del reparto. En ese mismo día se confirmaría que estos nuevos episodios formaban parte de una nueva serie derivada y no de una temporada siete.

## Episodios
| Temporada | Temporada  | Episodios | Episodios | Emisión original        | Emisión original        |
| Temporada | Temporada  | Episodios | Episodios | Primera emisión         | Última emisión          |
| --------- | ---------- | --------- | --------- | ----------------------- | ----------------------- |
|           | Piloto     | Piloto    | Piloto    | 9 de mayo de 1998       | 9 de mayo de 1998       |
|           | 1          | 36        | 36        | 3 de mayo de 2011       | 13 de marzo de 2012     |
|           | 2          | 40        | 40        | 7 de agosto de 2012     | 3 de diciembre de 2013  |
|           | 3          | 40        | 40        | 5 de junio de 2014      | 6 de agosto de 2015     |
|           | 4          | 40        | 40        | 7 de julio de 2015      | 27 de octubre de 2016   |
|           | 5          | 40        | 40        | 1 de septiembre de 2016 | 10 de noviembre de 2017 |
|           | 6          | 44        | 44        | 5 de enero de 2018      | 24 de junio de 2019     |
|           | Especiales | 14        | 14        | 14 de diciembre de 2019 | 20 de junio de 2021     |

### Crossovers
El 17 de septiembre de 2015, el creador de la serie, Ben Bocquelet, anunció en su página de Twitter que un episodio crossover con otro programa de Cartoon Network saldría al aire como parte de la quinta temporada. Dicho episodio, "El Aburrimiento" presentaba personajes de Clarence, Regular Show y Uncle Grandpa haciendo cameo.
Gumball tuvo un cameo en el episodio "Pizza Eve" de Uncle Grandpa, junto con otros personajes de otras series de Cartoon Network.
Gumball ha aparecido de fondo en algunas series como El Mundo Surrealista de Any Malu y Otra semana en Cartoon.

### Esperando a Gumball
Esperando a Gumball fue una serie de minicortos basados en el episodio "Las Marionetas", del final de la quinta temporada de la serie. Se publicaron en la web oficial de Cartoon Network norteamericana el 8 de octubre de 2017 y se emitieron en España en el canal Boing el 6 de enero de 2018, justo después del estreno del episodio.

### El anuario de Darwin
Una miniserie recopilatoria donde cada episodio se centra en un personaje de la serie se estrenó el 2 de diciembre de 2019 en el Reino Unido y en España el 7 de diciembre de 2019 con los seis episodios seguidos (Banana Joe, Clayton, Carrie, Alan, Sarah, Profesores). Los dos primeros se estrenaron en Estados Unidos el 14 de diciembre de 2019.

## Emisión en televisión
Su estreno en España tuvo lugar el 11 de septiembre de 2011 y en Hispanoamérica el 5 de septiembre del mismo año.Las dos primeras temporadas se lanzaron en canales de Cartoon Network en más de 126 países, y la tercera temporada se estrenó hasta 2014.
El 1 de diciembre de 2014, The Amazing World of Gumball comenzó a transmitirse en Boomerang en Estados Unidos, junto con sus transmisiones en Cartoon Network.

## Edición para uso doméstico
| Región | Título                    | Temporadas | Aspecto | Episodios | Duración    | Lanzamiento |
| ------ | ------------------------- | ---------- | ------- | --------- | ----------- | --- |
| 1      | The DVD                   | 1          | 16:9    | 12        | 132 minutos | 28 de agosto de 2012 (relanzado el 7 de octubre de 2014) (Estados Unidos) |
| 1      | The Mystery               | 1          | 16:9    | 12        | 132 minutos | 15 de enero de 2013 (Estados Unidos) |
| 2 3 4  | Volume 1                  | 1          | 16:9    | 12        | 138 minutos | 3 de julio de 2013 (Australia y Nueva Zelanda) 25 de julio de 2013 (Tailandia) 4 de octubre de 2013 (Alemania) 27 de noviembre de 2013 (Italia) 13 de diciembre de 2013 (México) 9 de abril de 2014 (Francia) 6 de octubre de 2014 (Reino Unido) |
| 1      | The Party                 | 1          | 16:9    | 12        | 132 minutos | 13 de agosto de 2013 (Estados Unidos) |
| 3 4    | The Amazing Volume 2      | 1          | 16:9    | 12        | 132 minutos | 30 de octubre de 2013 (Tailandia) 1 de abril de 2014 (Australia y Nueva Zelanda) |
| 3 4    | The Amazing Volume 3      | 1          | 16:9    | 12        | 132 minutos | 27 de marzo de 2014 (Tailandia) 6 de agosto de 2014 (Australia y Nueva Zelanda) |
| 1 3    | Volume 4                  | 2          | 16:9    | 12        | 144 minutos | 24 de julio de 2014 (Tailandia) 4 de noviembre de 2014 (Estados Unidos) |
| 3      | Volume 5: The Bet         | 2          | 16:9    | 12        | 135 minutos | 30 de octubre de 2014 (Tailandia) |
| 3      | Volume 6: The Voice       | 2          | 16:9    | 12        | 135 minutos | 29 de enero de 2015 (Tailandia) |
| 3      | Volume 7: The Recipe      | 2 y 3      | 16:9    | 12        | 135 minutos | 22 de julio de 2015 (Tailandia) |
| 4      | The Complete First Season | 1          | 16:9    | 36        | 396 minutos | 5 de agosto de 2015 (Australia y Nueva Zelanda) |
| 3      | Volume 8: The Law         | 3          | 16:9    | 12        | 135 minutos | 21 de octubre de 2015 (Tailandia) |
| 3      | Volume 9: The Safety      | 3          | 16:9    | 12        | 132 minutos | 23 de marzo de 2016 (Tailandia) |
| 3      | Volume 10: The Money      | 3 y 4      | 16:9    | 12        | 130 minutos | 2016 (Tailandia) |
| 2      | Volume 2                  | 2          | 16:9    | 40        | 449 minutos | 4 de noviembre de 2019 (Reino Unido) |
| 2      | Staggione 6               | 6          | 16:9    | 22        | 242 minutos | 14 de marzo de 2019 (Italia) |

## Recepción

### Crítica
The Amazing World of Gumball recibió críticas positivas de los críticos. En una revisión favorable, Brian Lowry de Variety describió la serie como "en su mayoría un giro realmente inteligente en el caos doméstico" y "tontería de primera". Ken Tucker de Entertainment Weekly también fue positivo, escribiendo: "Hay algunos ejemplos de la programación infantil convencional como locamente imaginativa, tan atrevida visual y narrativamente como en (The Amazing World of Gumball)". Las críticas del Daily Mail alababan al show como un "trozo gloriosamente surrealista de televisión rápida y divertida" y "el tipo de comedia infantil inteligente que los padres también pueden disfrutar".
El A.V. Club de Noel Murray, calificó el lanzamiento en DVD de los primeros 12 episodios de la serie a B +, y escribió que "lo que diferencia a [The Amazing World of Gumball] de los muchos otros dibujos animados semi-anárquicos en cable en estos días es que presenta un mundo tan bien desarrollado, donde incluso con los diseños de personajes eclécticos, hay rasgos y tendencias reconocibles". El escritor de Wired señaló que la serie "logra tener un corazón genuino incluso cuando las tramas cambian de la televisión gastada tropes a todos fuera de la locura".

### Índices de audiencia
El 3 de mayo de 2011, el estreno de la serie de The Amazing World of Gumball fue visto por 2,12 millones de espectadores en Estados Unidos. "Los Bobos" es actualmente el episodio más visto de la serie, con 2,72 millones de espectadores. "La Poción" es el episodio menos visto con solo 0,42 millones de espectadores, aproximadamente el 15% del episodio más visto.

### Premios y nominaciones
| Año  | Premio                                      | Categoría                            | Nominado | Resultado |
| ---- | ------------------------------------------- | ------------------------------------ | --- | --------- |
| 2011 | Annecy International Animated Film Festival | Mejor producción televisiva          | "The Quest"                                                                                                 | Ganador   |
| 2011 | BAFTA                                       | Mejor programa (votación popular)    | The Amazing World of Gumball                                                                                | Ganador   |
| 2011 | BAFTA                                       | Mejor guion                          | Jon Foster y James Lamont                                                                                   | Ganador   |
| 2012 | Premios Annie                               | Mejor dirección en una serie animada | Ben Bocquelet y Mic Graves                                                                                  | Nominado  |
| 2012 | Premios Annie                               | Mejor serie animada                  | «The Amazing World of Gumball»                                                                              | Ganador   |
| 2012 | Premios Annie                               | Mejor música en una serie animada    | Ben Locket                                                                                                  | Nominado  |
| 2012 | Premios Annie                               | Mejor voz en una serie animada       | Logan Grove como Gumball                                                                                    | Nominado  |
| 2012 | Premios ASTRA Awards                        | Mejor serie animada para niños       | «The Amazing World of Gumball»                                                                              | Ganador   |
| 2012 | BAFTA                                       | Mejor serie animada                  | The Amazing World of Gumball                                                                                | Ganador   |
| 2012 | BAFTA                                       | Mejor programa (votación popular)    | The Amazing World of Gumball                                                                                | Nominado  |
| 2012 | BAFTA                                       | Mejor guion                          | Ben Bocquelet, Jon Foster y James Lamont                                                                    | Ganador   |
| 2012 | Broadcast Awards                            | Mejor programa para niños            | The Amazing World of Gumball                                                                                | Nominado  |
| 2012 | Premios Emmy International para niños       | Mejor programa para niños            | The Amazing World of Gumball                                                                                | Ganador   |
| 2012 | Irish Film & Television Awards              | Mejor programa para jóvenes          | The Amazing World of Gumball                                                                                | Nominado  |
| 2013 | Premios Annie                               | Mejor episodio de una serie animada  | "The Job"                                                                                                   | Nominado  |
| 2013 | BAFTA                                       | Mejor serie animada                  | The Amazing World of Gumball                                                                                | Nominado  |
| 2013 | BAFTA                                       | Mejor programa (votación popular)    | The Amazing World of Gumball                                                                                | Nominado  |
| 2013 | BAFTA                                       | Mejor guion                          | Ben Bocquelet, Jon Brittain, Tom Crowley, Jon Foster, Mic Graves, Chris Garbutt, James Lamont y Tobi Wilson | Ganador   |
| 2014 | BAFTA                                       | Mejor serie animada                  | The Amazing World of Gumball                                                                                | Ganador   |
| 2014 | BAFTA                                       | Mejor programa (votación popular)    | The Amazing World of Gumball                                                                                | Nominado  |
| 2014 | BAFTA                                       | Mejor guion                          | The Amazing World of Gumball                                                                                | Nominado  |
| 2014 | Hall of Game Awards                         | Mejor personaje animado              | Richard Watterson                                                                                           | Ganador   |
| 2015 | BAFTA                                       | Mejor serie animada                  | The Amazing World of Gumball                                                                                | Ganador   |
| 2016 | Kids Choice Awards 2016                     | Mejor serie animada                  | The Amazing World of Gumball                                                                                | Nominado  |
| 2016 | Premios de la Animación Británica           | Mejor episodio en una serie animada  | "The Shell"                                                                                                 | Ganador   |
| 2016 | Premios de la Animación Británica           | Elección de niños                    | The Amazing World of Gumball                                                                                | Ganador   |